# わし座ラムダ星
わし座λ星は、わし座の恒星で3等星。

## 特徴
この星はB型主系列星であり、最終的には0.7太陽質量の白色矮星になると推測されている。うしかい座λ型星としての記載があるが、実証されていない。
伴星は確認されていない。
もし、この星の実際の位置から太陽を見た場合、6等星に見えるプロキオンから数度離れて8等星として見えるものと推測されている。